# História de Juiz de Fora

## Origens

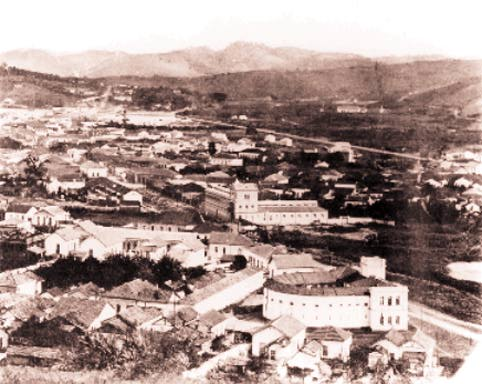
Vista panorâmica da cidade em 1893. Ao fundo, a Companhia Têxtil Bernardo Mascarenhas e à direita, em primeiro plano, a antiga cadeia, atual Escola Normal

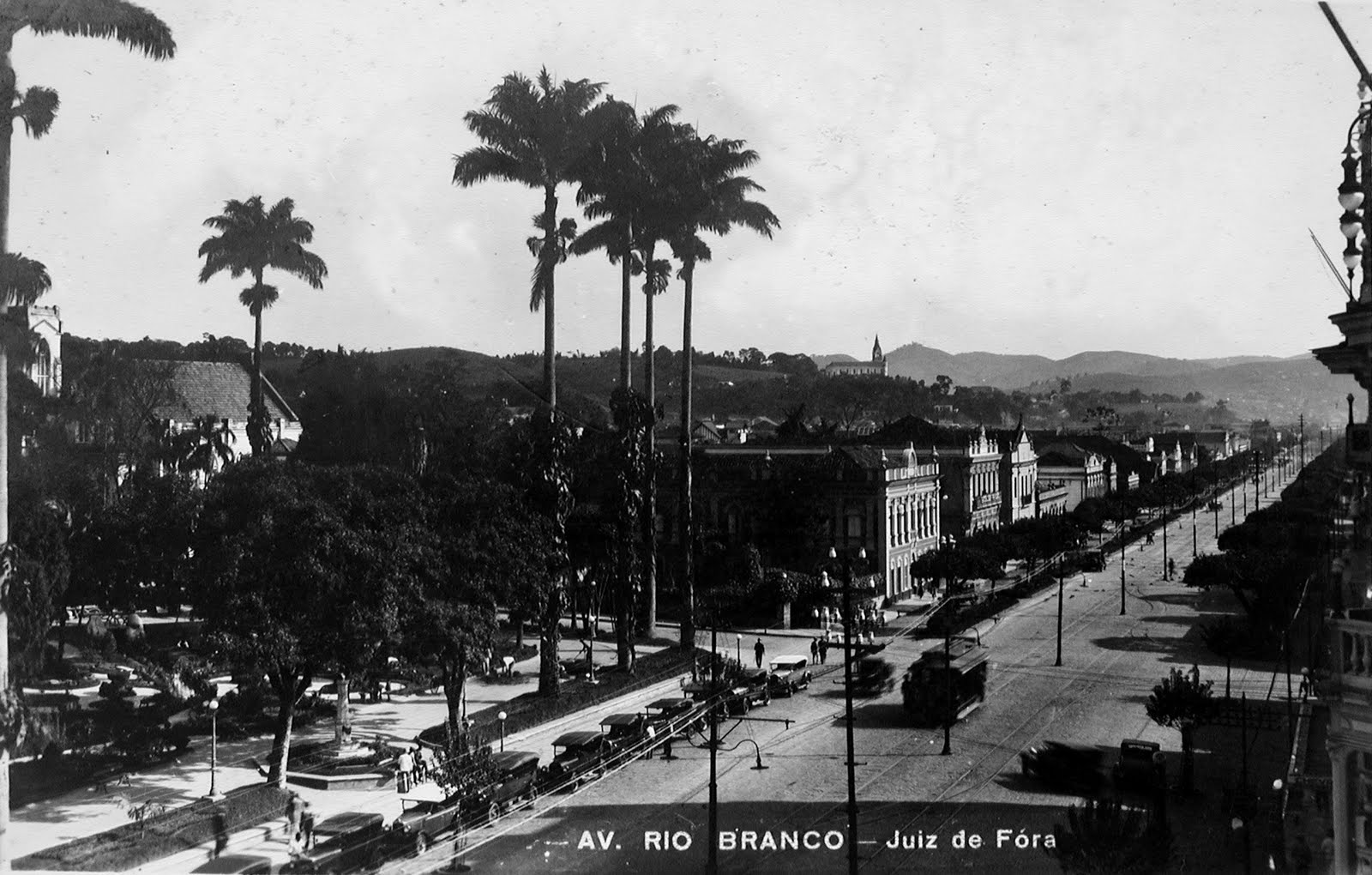
Avenida Rio Branco, em Juiz de Fora, 1928

As origens de Juiz de Fora remontam a época do Ciclo do Ouro, portanto confundem-se com a história de Minas Gerais. Devido à dificuldade de acesso à região do atual município, o lugar permaneceu praticamente intocado até o século XIX. A Zona da Mata, então habitada apenas pelos índios puris e coroados, foi desbravada com a abertura do Caminho Novo, estrada construída em 1707 para o transporte do ouro da região de Vila Rica (Ouro Preto) até o porto do Rio de Janeiro. Diversos povoados surgiram às margens do Caminho Novo estimulados pelo movimento das tropas que ali transitavam, entre eles, o arraial de Santo Antônio do Paraibuna povoado por volta de 1713.
A vila de Santo Antônio do Paraibuna surgiu no início do século XIX devido à ocupação por famílias de fazendeiros e colonos vindas da região aurífera (Ouro Preto e Mariana), e posteriormente da região das Vertentes (Barbacena e São João del-Rei). O município de Santo Antônio do Paraibuna desmembrou-se de Barbacena em 31 de maio de 1850, e elevado a Cidade do Paraibuna em 1856. Em 1865 a Cidade do Paraibuna passa a se chamar Juiz de Fora. O curioso nome de Juiz de Fora gera muitas dúvidas quanto à sua origem. O juiz de fora era um magistrado nomeado pela Coroa Portuguesa para atuar onde não havia juiz de direito. A versão mais aceita pela historiografia admite que um desses magistrados hospedou-se por pouco tempo em uma fazenda da região, passando esta a ser conhecida como a Sesmaria do Juiz de Fora. Mais tarde, próximo a ela, surgiria o povoado. A identidade exata e a atuação dessa personagem na história local ainda são polêmicas.
Uma personalidade de grande importância no município foi o engenheiro alemão Heinrich Wilhelm Ferdinand Halfeld (Henrique Guilherme Fernando Halfeld), que empresta seu nome a uma das principais ruas do comércio local e ao parque situado no centro da cidade, nos cruzamentos da mesma rua Halfeld e a Avenida Barão do Rio Branco e com a Rua Santo Antônio e Rua Marechal Deodoro com Avenida Barão do Rio Branco e Rua Santo Antônio, entre o Paço Municipal de Juiz de Fora, a Câmara dos Vereadores, e o Fórum da Comarca e a Igreja Metodista Central. Halfeld, após realizar uma série de obras a serviço do Estado Imperial Brasileiro, acaba por fixar residência na cidade, envolve-se na vida política, constrói a Estrada do Paraibuna e promove diversas atividades no município, sendo considerado um de seus fundadores.

## Cafeicultura, imigração e comércio escravista
Na década de 1840, começa a crescer a plantação de café, devido ao aumento do consumo de café na Europa e Estados Unidos e ao esgotamento dos solos do Vale do Paraíba contrastante com as terras disponíveis na Zona da Mata. A partir de 1889, a cidade ganhou iluminação pública elétrica, telefone e linhas de bonde, contando ainda com telégrafo e imprensa.

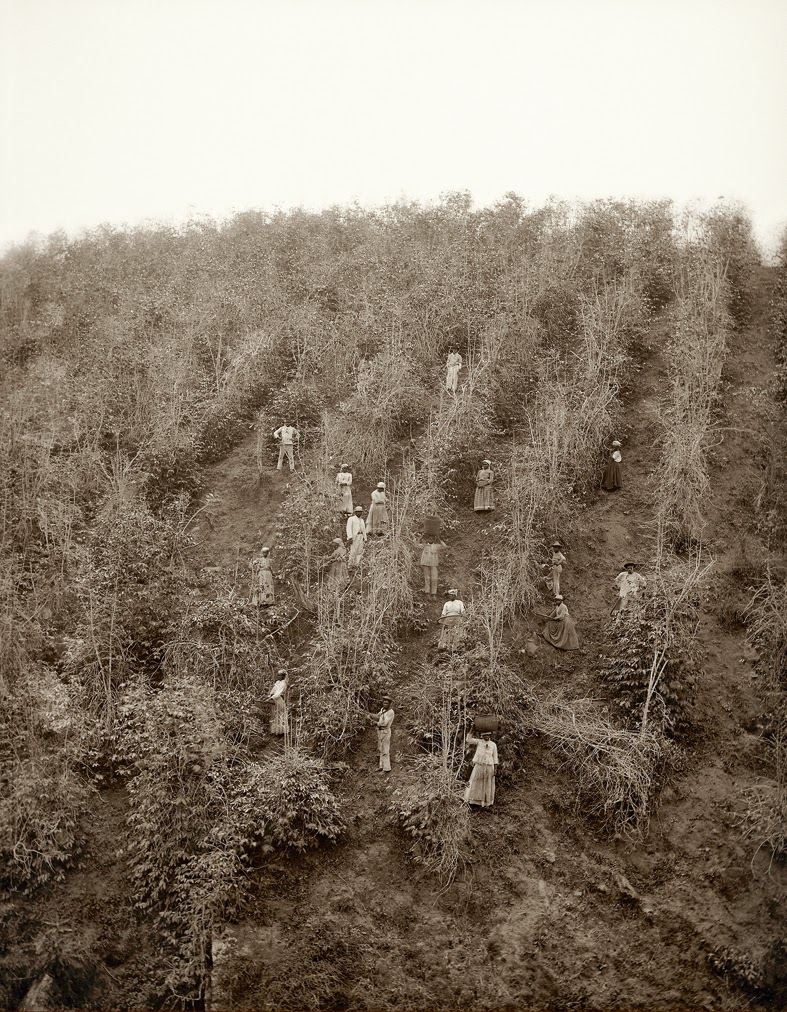
Escravos colhendo café

De 1850 a 1870, Juiz de Fora vivenciou expansão da economia cafeeira, juntamente com a tendência regional, tornando-se o principal produtor de café da Zona da Mata mineira em torno de 1855, posto que abandonou somente nas primeiras décadas do século XX. Assim, ao logo do século XIX, a cidade que era ponto de parada de tropeiros transformou-se em grande centro cafeeiro. A mão-de-obra destas lavouras foi composta predominantemente por escravos crioulos, fazendo a população apresentar alta concentração de cativos durante a segunda metade do século XIX, como, por exemplo, 62,25% da população composta por escravos em 1853. Assim, a cidade tornou-se também um importante centro escravista, destacando-se na Zona da Mata e possuindo um contingente escravo que equilibrou-se com o da província do Espírito Santo nos anos 50, 60 e 70 do século XIX. Após esta expansão, houve coexistência de fazendas cafeeiras de grande porte escravocratas, predominantes, com outras de pequeno e médio portes, o que criava uma hierarquia econômica e social intensa. O progresso do capital cafeeiro tornou a cidade em uma cidade de barões do Império, tendo sido visitada 12 vezes pelo imperador. Em 1850 a Câmara Municipal é fundada. Ao mesmo tempo, a cidade passou por diversos problemas no período, como alastramento de epidemias, baixo número de casas populares e alto de cortiços, aumento do custo de vida, entre outros.
Muitas famílias de outras regiões de Minas e do país chegam à cidade a partir de meados do século XIX, ampliando as redes de negócio, o fluxo comercial e o comércio escravista. Também chegam os imigrantes alemães, italianos, portugueses, espanhóis, sírios-libaneses e algumas famílias inglesas. As primeiras famílias alemãs começam a se mudar para a cidade em 1856, e desde o início ocupam diversas profissões.
O fim do tráfico de escravos na década de 1850 gerou valorização da mão-de-obra escrava, elevando os preços e dificultando seriamente a sobrevivência de uma economia baseada unicamente em relações de produção escravistas. Com a crescente necessidade de mão-de-obra para as lavouras cafeeiras, adotou-se o tráfico intra e interprovincial como medida provisória, e em seguida uma política imigrantista, no Brasil. Estas condições é que levaram à inserção das famílias imigrantes alemãs na área urbana da cidade.
Juiz de Fora, na segunda metade do século XIX, foi um importante entreposto comercial para a mercadoria escrava, tanto pelo estado desenvolvido de suas lavouras cafeeiras quanto por sua posição geográfica privilegiada na Zona da Mata e seus vínculos com o Rio de Janeiro.
Mesmo muito tempo depois do fim do tráfico internacional de escravos o comércio de escravos de Juiz de Fora tinha forte vinculação com o Rio de Janeiro.

### Companhia União e Indústria
Na década de 1850 é fundada por Mariano Procópio Ferreira Lage a Companhia União e Indústria, que iniciou a construção da Estrada União e Indústria, com o intuito de reduzir o tempo de viagem entre a Corte a província de Minas Gerais, acelerando o escoamento da produção cafeeira. Em 1858, a cidade recebeu a primeira leva de imigrantes europeus: 1162 colonos alemães foram contratados para trabalhar na Companhia, entre arquitetos, engenheiros, artífices, agricultores e outros. A maioria destes morava na colônia D. Pedro II. A cidade continuou recebendo imigrantes nos anos seguintes, aumentando consideravelmente a população livre. A construção desta rodovia tornou a cidade o maior entreposto comercial da Zona da Mata.
Entretanto, o sucesso da Estrada União Indústria foi comprometido pela concorrência com duas estradas de ferro construídas na mesma época com a mesma finalidade de escoamento da produção cafeeira: a Estrada de Ferro D. Pedro II e a Estrada de Ferro Leopoldina.

### Urbanização e comércio urbano
O povoado iniciou o desenvolvimento de atividades urbanas na década de 1840, quando surgem investimentos no setor de construção e planos de cafeicultores para a construção da Igreja Matriz e da Santa Casa de Misericórida. Porém, é dez anos após a construção da Estrada União e Indústria que foi criado um plano de demarcação e nivelamento da cidade, calçamento das ruas centrais e construção do matadouro municipal, intensificando o comércio com a instalação de diversas vendas e armazéns. Em 1870 instalam-se um telégrafo, um fórum da justiça, um banco e outros serviços. No mesmo ano também é instalada a primeira tipografia da cidade, pertencente ao jornal O Pharol.  Ou seja, a cidade passou a ser o principal centro urbano e comercial da Zona da Mata, com interesse tanto da aristocracia cafeeira quanto dos comerciantes.
Ao longo da década de 1860 e 1870 surgiram diversos estabelecimentos comerciais e fabris pertencentes aos imigrantes. A ascensão econômica de alguns destes ocorreu no momento de inversão do capital agrário nos setores industriais, financeiros e comerciais da cidade. A reprodução da economia local na década de 1880 inegavelmente teve participação dos imigrantes e fazendeiros.
Em 1880 foi organizado um sistema de transporte urbano na cidade, com o contrato para a instalação da linha ferro-carril para fluxo interno de cargas e viajantes. A partir de 1890 os comerciantes, industriais e cafeicultores investem em eletrificação, transporte, comunicação e no sistema bancário, buscando desenvolver a infra-estrutura adequada ao crescimento industrial.

## Industrialização
Um incipiente setor urbano-industrial começa a se desenvolver na cidade a partir de 1880. A indústria desenvolve-se melhor no período, fazendo a cidade tornar-se o principal centro industrial do estado, deixando-o de ser apenas no fim da década de 1930. O processo que levou-a a este posto gerou várias companhias anônimas que ampliaram seu tipo de operação para além do industrial, estendendo-se para outros setores da economia. Este tipo de empresa de ações já vinha sendo utilizado na cidade desde o meio do século XIX, tendo como exemplo a Companhia União e Indústria. A partir de 1890 instalam-se fábricas de maior porte e a população operária aumenta significativamente.
|                                        |  |                          |
| Prédio do Banco do Brasil, Rua Halfeld |  | Edifício José J. Salgado |

Forma-se um segmento financeiro-bancário dentro da economia regional, sendo este de fundamental importância para a industrialização da cidade. Em 1887 é fundado o Banco Territorial e Mercantil de Minas por Bernardo Mascarenhas em conjunto com Francisco Batista de Oliveira e Marcelino de Brito Ferreira de Andrade, que dá autonomia ao capital agrário em relação ao capital do Rio de Janeiro, permitindo que este invista na reprodução ampliada da economia local. Entretanto, este vai à falência em 1892 pelo impacto do encilhamento. Em 1889 foi criado o Banco de Crédito Real de Minas Gerais, a instituição bancária mais importante da região, que até o início da década de 1920 atuou como o único banco da Zona da Mata e possibilitou que o ramo financeiro fosse o elo principal do sistema financeiro regional. Surgiu como um empreendimento financiado majoritariamente pelo capital agrário local, com a liderança de fazendeiros importantes da região. O Banco de Crédito Real de Minas Gerais, além de financiar o setor agrário, estimulou a abertura de novas firmas na área urbana. O apoio deste banco ao setor ferroviário o tornou responsável direto pelo afastamento do comissário de café fluminense dos assuntos agroexportadores locais, que reduzia o lucro dos cafeicultores ao atuar como entreposto entre os produtores locais e as firmas exportadoras do Rio de Janeiro. Em 1891 assume funções de "banco misto", reunindo na mesma instituição operações de longo e curto prazo.
O Estado assume o controle acionário do Banco de Crédito Real de Minas Gerais em 1911, e em 1919 realiza sua encampação de fato, tornando-o uma instituição oficial. Assim, em Minas o Estado representou o papel do capital comercial, apropriando, centralizando e diversificando o capital cafeeiro, além de amparar diversas atividades agrícolas, por meio dos Bancos de Crédito Real e Agrícola de Minas Gerais.
Tendo novos estímulos, capitais e investimentos, a circulação comercial na cidade cresceu em conjunto com o mercado consumidor e de trabalho, ganhando novos serviços urbanos como agências bancárias, telefones e energia elétrica. Neste ambiente favorável, sua industrialização avançou com o aparecimento de diversas unidades fabris e com o crescimento global de sua economia. A chegada dos italianos ajudou a ampliar o mercado de trabalho e o aparecimento de novos empreendimentos. A presença alemã se envolveu neste contexto e assumiu novas funções. Um empreendimento de imigrantes alemães e descendentes era o Curtume Krambeck. Surgiram desordenadamente diversas manufaturas, que transformaram-se em fábricas mecanizadas, mas coexistiam com outras manuais e domésticas, como estava ocorrendo no país.
No início do século XX os principais setores da indústria eram o têxtil e o de alimentos, com maior quantia de operários, investimentos e força motriz. As indústrias têxteis já não eram artesanais e manufatureiras, enquanto as de alimentos eram, em sua maioria, de pequeno porte. Entretanto, nas décadas seguintes uma crise estrutural emperra o crescimento industrial de Juiz de Fora.
Também com o crescimento de Juiz de Fora e cidades próximas, foi criada a Microrregião de Juiz de Fora, reunindo além do município, outras 33 cidades, como Santos Dumont, São João Nepomuceno, Lima Duarte, Bicas e Matias Barbosa. Em 2006 sua população foi estimada pelo Instituto Brasileiro de Geografia e Estatística em cerca de 760 767 habitantes em uma área total de 8 923,426 km². Seu Índice de desenvolvimento humano (IDH) era de 0,805  e o PIB per capita de R$ 6 693,58 em 2003. Localiza-se na Mesorregião da Zona da Mata.

### Reindustrialização
| Período | Taxa  |
| ------- | ----- |
| 1985~96 | 2,5%  |
| 1996~99 | 12,9% |

A economia de Juiz de Fora estava decadente até que a construção na cidade da primeira unidade da Mercedes-Benz fora da Alemanha, a Mercedes-Benz Juiz de Fora, com um grande investimento de US$ 850 milhões, iniciou um processo de transformação econômica do município. Sendo uma das mais importantes do mercado automotivo mundial, a empresa acarreta uma melhoria da qualidade dos produtos e serviços de seus fornecedores, que acabam gerando uma melhoria em cadeia na cidade. Os benefícios para a cidade com a instalação da Mercedes-Benz são enormes, pois isto atrai novas indústrias, aumenta o recolhimento do ICMS, gera empregos e amplia a renda. Também, outros investimentos começaram a ser atraídos para a cidade. Por exemplo, foi construída a Usina Termelétrica de Juiz de Fora como diretriz de política pública do PMDI 2005.
A cidade não estava preparada para receber uma empresa deste porte, e por isto este novo processo de industrialização na cidade exigiu dos cursos profissionalizantes uma revisão completa de seus planos, para adequar a mão-de-obra às indústrias alemãs que chegaram.